# Château de Montebello (Tessin)
Pour les articles homonymes, voir Château de Montebello.
Le château de Montebello est un château situé à Bellinzone en Suisse. Il est classé, avec les autres châteaux de Bellinzone, aux patrimoine mondial de l'UNESCO.

## Description
Le château de Montebello est situé à l'est du centre-ville de Bellinzone, sur une arête rocheuse qui surplombe la ville. L'enceinte du château, qui forme un losange, est reliée aux fortifications de Bellinzone. On trouve aux angles ouest et nord du mur d'enceinte deux larges tours de flanquement. L'intérieur du château est divisé en deux parties par un large fossé : un avant-château, à l'est, et un château principal, à l'ouest. Le château principal abrite un complexe de bâtiments, dont un noyau central quasi-rectangulaire subdivisé par plusieurs murs,,.

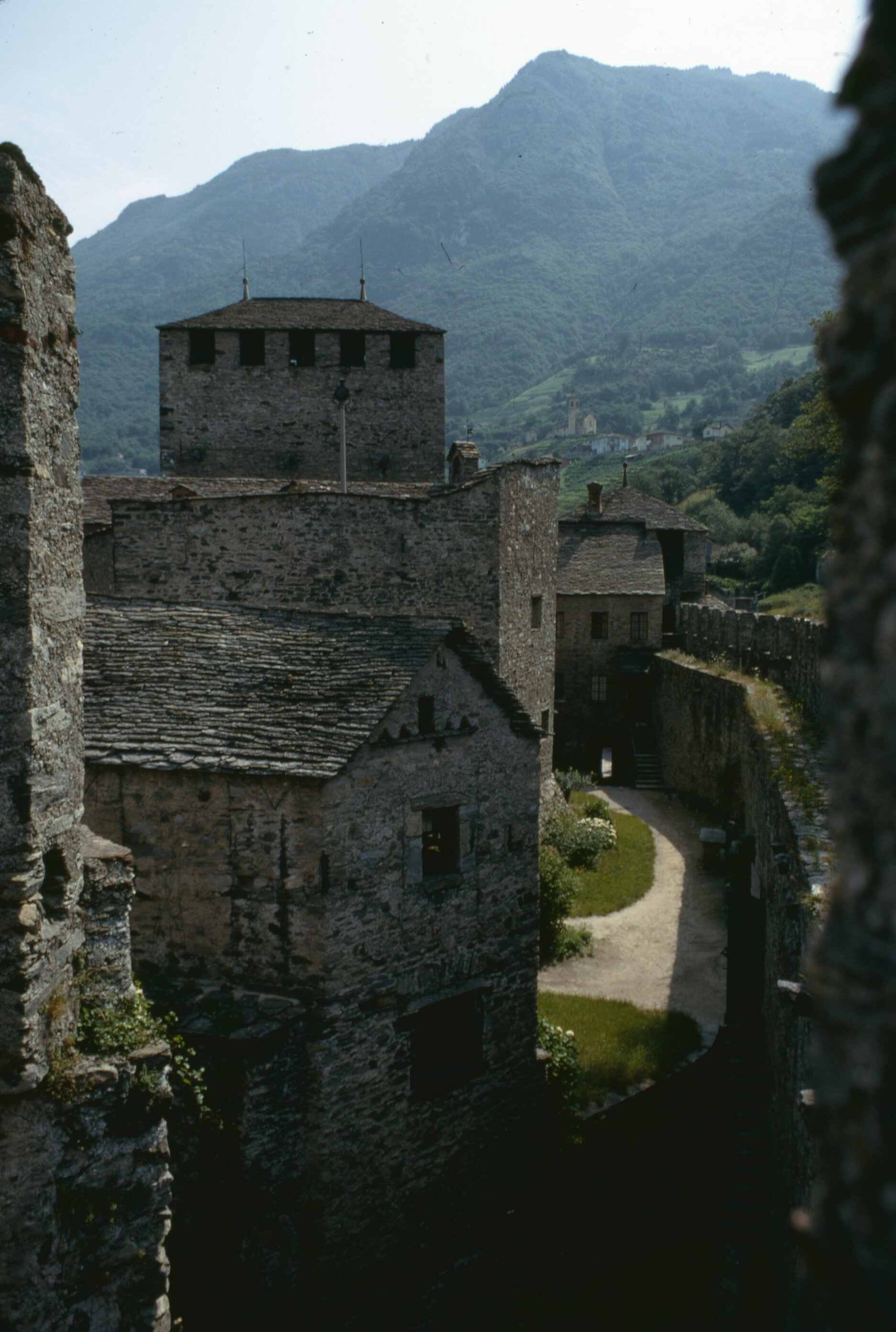
Intérieur du château, photo André Corboz

## Histoire
Le château date de la fin du XIIIe siècle. Il est mentionné pour la première fois en 1313. Il fut probablement érigé par les Rusca, une famille de marchands originaires de Côme. C'est le second château construit à Bellinzone, après le Castelgrande. Il reste en leur possession jusqu'à la fin du XIVe siècle, date à laquelle Bellinzone est prise par les Visconti.  

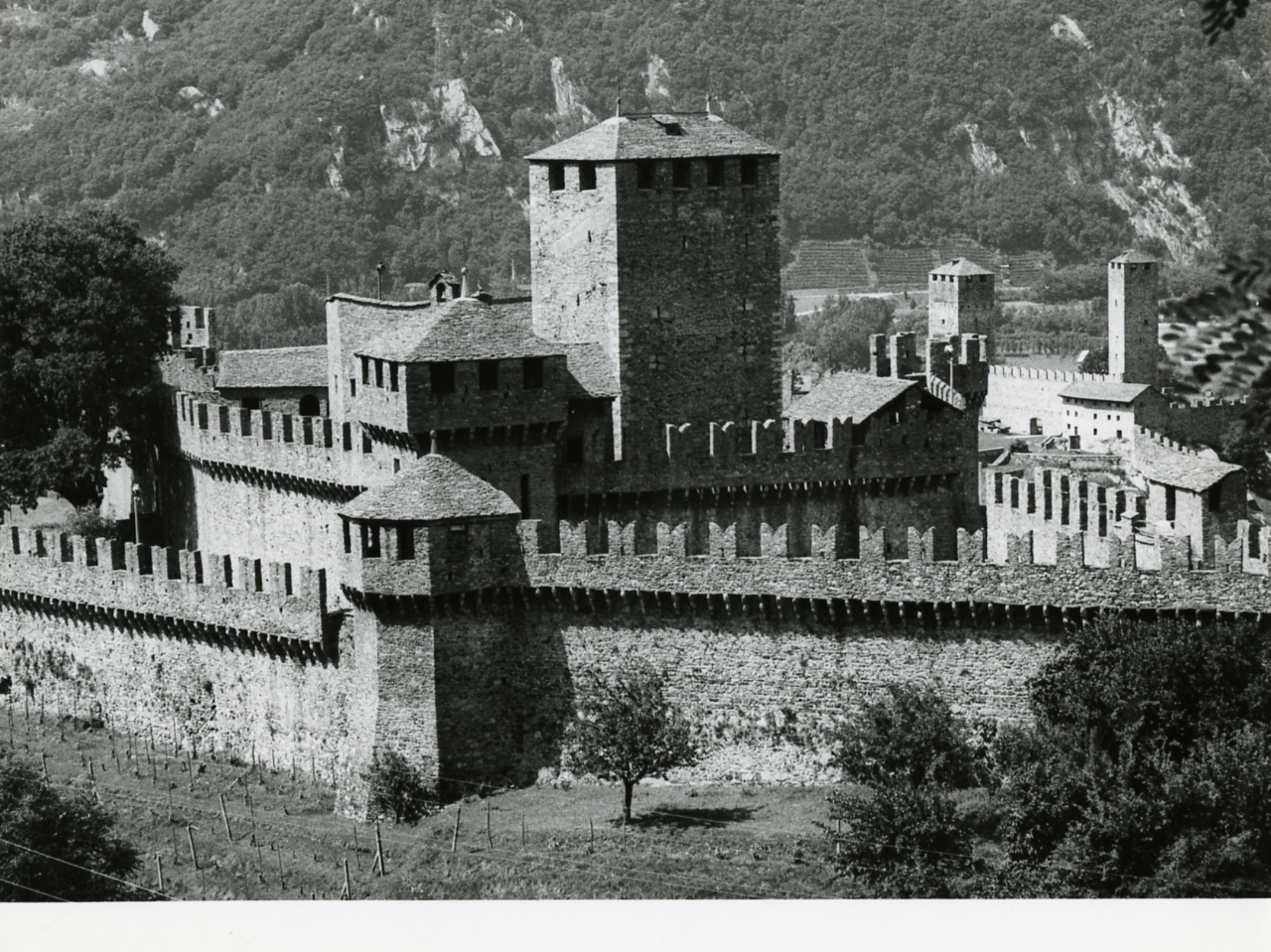
Le château de Montebello photographiée par Paolo Monti

Le noyau central du château date vraisemblablement de l'époque de sa construction. Le château est agrandi au cours des XIVe et XVe siècles et son enceinte est reliée aux fortifications de la ville. Le mur d'enceinte visible encore aujourd'hui est érigé entre 1462 et 1490. Vers 1600, une chapelle dédiée à saint Martin est construite au sein du château. 
Le Montebello est restauré et rénové dans la première moitié du XXIe siècle, en particulier entre 1920 et 1950. L'intérieur du noyau central est aménagé entre 1971 et 1974,,. 
Il est également connu sous le nom de Castello Piccolo (petit château) aux XIVe et XVe siècles, ou Château de Schwytz dès 1506 et Château Saint-Martin dès 1818.

## Dans la culture populaire
Dans les années 90, des scènes de les idents de l’homme masqué pour la TSI ont été tournées au Château de Montebello.